# Fedor von Bock
Moritz Albrecht Friedrich Franz Fedor von Bock (Küstrin, 3 december 1880 - Oldenburg in Holstein, 4 mei 1945) was een Duits generaal-veldmaarschalk tijdens de Tweede Wereldoorlog.
Bock voerde het bevel over de Heeresgruppe Nord tijdens de Poolse Veldtocht, over Heeresgruppe B tijdens de Slag om Frankrijk, over Heeresgruppe Mitte tijdens Operatie Barbarossa en ten slotte tot 1942 over Heeresgruppe Süd.

## Jeugd
Fedor von Bock werd geboren in Küstrin, een vestingstad aan de oevers van de rivier de Oder in de provincie Brandenburg.
Hij werd geboren in een protestantse Pruisische adellijke familie waarvan het militaire erfgoed is herleid tot het tijdperk der Hohenzollerns. Zijn vader, Karl Moritz von Bock, commandeerde een divisie in de Frans-Pruisische oorlog en werd gedecoreerd voor moed in de Slag van Sedan. Zijn overgrootvader diende in het leger van Frederik de Grote en zijn grootvader was een officier in het Pruisische leger in Jena. Zijn moeder heette Olga Helene Fransziska Freifrau von Falkenhayn von Bock en was van Duits-Russische adellijke afkomst. Bock is in de verte verwant aan generaal Erich von Falkenhayn.
Toen hij acht jaar was, ging Bock naar Berlijn om te studeren aan de Militaire Academie Gross-Lichterfelde in Potsdam. Het onderwijs benadrukte het Pruisische militarisme en hij werd al snel adept in academische onderwerpen zoals de moderne talen, wiskunde en geschiedenis. Hij sprak vloeiend Frans en in redelijke mate Engels en Russisch. Op een jonge leeftijd en grotendeels te danken aan zijn vader, ontwikkelde Bock een onbetwiste loyaliteit aan de staat en toewijding aan het militair beroep. Deze opvoeding zou van grote invloed zijn op acties en besluiten toen hij het commando over bepaalde strijdkrachten voerde tijdens de Tweede Wereldoorlog. Op de leeftijd van 17 werd Bock een kandidaat-officier in het elitaire "5. Garde-Regiment zu Fuß" in Potsdam. Hij ontving zijn officiersdiploma een jaar later. Hij ontving de rang van Sekonde-Leutnant.
De lange en magere Bock had een droog en cynisch gevoel voor humor; hij glimlachte zelden. Zijn wijze werd beschreven als arrogant, ambitieus en eigenzinnig. Bock was weliswaar geen briljant theoreticus, maar toch een goed officier. Zijn thema was altijd dat "de grootste glorie die iemand kon krijgen was om te sterven voor je eigen vaderland". Hij kreeg al snel de bijnaam het "Heilige Vuur van Küstrin".
In 1905 trouwde Bock met Mally von Reichenbach, een jonge Pruisische edelvrouw, die hij oorspronkelijk had ontmoet in Berlijn. Zij trouwden op een traditionele militaire manier op het Potsdamgarnizoen. Zij kregen een dochter, twee jaar na het huwelijk. Een jaar later wilde Bock naar de Oorlogsacademie in Berlijn en na een jaar studie ging hij werken bij de Generale Staf. In 1908 werd hij bevorderd tot de rang van Oberleutnant (eerste luitenant).

## Eerste Wereldoorlog en Weimar-republiek
Bij het begin van de Eerste Wereldoorlog in 1914 had Bock een rang van Hauptmann (kapitein). Hij was in de oorlog stafofficier, zowel aan het westelijk als het oostelijk front. Hij nam onder meer deel aan het Gorlice-Tarnów-offensief en aan de verdediging tegen het Broesilov-offensief.
Hij werd gedecoreerd met het IJzeren Kruis 1914 en de exclusieve orde Pour le Mérite.
Na de oorlog bleef hij officier onder de Weimar-republiek. Hoewel principieel een monarchist hield hij zich niet met politiek bezig. Zo weigerde hij zijn medewerking aan de Kapp-putsch, een mislukte staatsgreep tegen de republiek.
Na altijd stafofficier te zijn geweest, kreeg hij vanaf 1925 het bevel over actieve troepen. In 1929 werd hij generaal-majoor, twee jaar later Generalleutnant (generaal-majoor).

## Naziregime en Tweede Wereldoorlog
Bock bleef neutraal toen Adolf Hitler in 1933 aan de macht kwam. In 1935 werd hij tot generaal der infanterie bevorderd. Drie jaar later werd hij Generaloberst (kolonel-generaal).
Hij had het commando over de invasie van Wenen in maart 1938 voor de Anschluss en vervolgens voor de invasie van Tsjecho-Slowakije.

### Poolse veldtocht
Per 25 augustus 1939 moest Bock het bevel voeren over 'Heeresgruppe Nord' in voorbereiding op de invasie en de verovering van Polen. Het doel van Heeresgruppe Nord was de Poolse troepen in het noorden van de Wisła te verslaan. Heeresgruppe Nord was samengesteld uit generaal Georg von Küchlers 3e leger en generaal Günther von Kluges 4e leger.
In slechts vijf weken werd Polen overrompeld door de Duitse en de Sovjettroepen en had Bock Oost-Pruisen weer aan Duitsland gekoppeld. Na het succes in Polen keerde Bock terug naar Berlijn om te beginnen met de voorbereidingen voor de komende campagne in het Westen.

### Invasie van Frankrijk
Kort na de verovering van Polen, op 12 oktober 1939, werd Bock het commando gegeven van Heeresgruppe B, met 29 1/2 divisies, waaronder drie pantserdivisies. Deze zijn belast met het bezetten van de Lage Landen en omsingeling van de noordelijke eenheden van de geallieerde legers. Heeresgruppe B bestond uit het 18e Leger en 6e Leger.
Op 18 juli 1940 werd Bock bevorderd tot de rang van generaal-veldmaarschalk tijdens een receptie gehouden door Adolf Hitler.

### Operatie Barbarossa
Ter voorbereiding van Operatie Barbarossa, op 1 april 1941, werd Heeresgruppe B aangewezen tot 'Heeresgruppe Mitte' door middel van een officieel bevel van het 'Oberkommando des Heeres' die de organisatie van de invasie leidde. Gelegerd in Polen was de Heeresgruppe Mitte een der drie legergroepen belast met de inval van de Sovjet-Unie, links geflankeerd door de Heeresgruppe Nord onder Ritter von Leeb en rechts door de Heeresgruppe Süd onder Gerd von Runstedt.
Aanvankelijk was de belangrijkste doelstelling voor Bock dat hij de route van Napoleon ten noorden van de Pripyatmoerassen moest volgen, die direct leidde naar Moskou. Maar Hitler veranderde het oorspronkelijke plan. De doelstellingen van de Heeresgruppe Nord en de Heeresgruppe Süd bleven relatief gelijk aan de originele.
De nieuwe taak van Bocks leger was om naar de steden van Minsk en Smolensk te rijden en de Sovjetlegers die daar gestationeerd waren te vernietigen. Bocks leger zou dan naar Leningrad rijden en samen met Heeresgruppe Nord de resten van de Sovjetlegers vernietigen in de Baltische staten en daarna de waardevolle havens grijpen voor de rest van de campagne. Pas na de vernietiging van het grootste deel van het Sovjetleger in West-Rusland zou Bocks leger naar Moskou rijden. Hitler maakte deze verandering omdat hij zich ervan bewust was dat Napoleon verslagen werd doordat hij ook eerst naar Moskou ging en daarna pas de Russische legers aanviel.
Om kwart over drie, 22 juni 1941, was Operatie Barbarossa van start gegaan. Aan het begin van de campagne bleef Bock in zijn hoofdkwartier in afwachting van de eerste rapporten van het front. Binnen een uur na de aanval kwamen de eerste verslagen binnen van Heeresgruppe Mitte. Elementen van de legermacht van Heinz Guderian hadden de rivier de Bug overgestoken en waren de stad Brest-Litovsk al gepasseerd. De tanks van Hermann Hoth waren bezig de belangrijke rivierovergangen in te nemen. Verschillende verkenningseenheden van het 4e en 9e Leger waren al de rivieren de Bug en de Desna overgestoken.
Om 7 uur 's morgens vloog Bock vanuit Posen naar een vooruitgeschoven vliegveld nabij het hoofdkwartier van de 13e Infanteriestaf. Daar gaf luitenant-generaal Erich Jaschke Bock een samenvatting van de voortgang van de invasie. Na deze vergadering bezocht Bock Guderian bij zijn commandopost op Bokhaly. Kolonel Kurt Freiherr von Liebenstein begroette Bock, omdat Guderian enkele uren eerder met de 18e Panzer Divisie de rivier was overgestoken. Bock bezocht vervolgens Joachim Lemelsen, die hem een opgewonden verslag gaf van het front. De wegen op de Russische zijde van de rivier de Bug waren te zacht om de tanks te dragen. Als gevolg daarvan moesten verscheidene colonnes tanks een brug in het zuiden bij Kodeń oversteken. Deze koerswijziging veroorzaakte ernstige verkeersopstoppingen, omdat tienduizenden voertuigen die ene overgang moesten passeren. Desondanks was de eerste dag van de invasie spectaculair succesvol. Russisch verzet werd gemeld als licht en complete verrassing was bereikt. Er werd een snelle vooruitgang geboekt.
Op de tweede dag van Barbarossa kruiste Bock de rivier de Bug. Hij werd begeleid door generaal-majoor Gustav Schmidt en hij ging op weg naar een commandopost van waaruit hij artillerie kon waarnemen die Russische posities in de buurt van Brest-Litovsk aanviel. Ondanks het feit dat de Duitse pantsers al heel diep waren doorgedrongen op Russisch grondgebied waren de verdedigers van de stad koppig. Later die dag werd Bock verteld dat Russische weerstand aan het verzwakken was aan het front, vooral bij de zuidelijke flank die Guderian aanviel. Ondertussen vorderden de troepen van Hoth met veel gemak naar de Baltische staten en Wit-Rusland. De eerste twee dagen van Heeresgruppe Mitte waren heel succesvol.
De legers van Hoth vorderden zo snel dat Bock onmiddellijk contact met Walter von Brauchitsch zocht, en hem vroeg aanvankelijk Minsk te omzeilen om een aanval in te zetten naar Vitebsk, zodat er snel een aanval kon worden uitgevoerd op Moskou. Aanvankelijk werd het plan geaccepteerd, maar het werd al snel vervangen door Hitler, die graag wilde dat de Russische legers rond Minsk werden vernietigd. Bock schreef in zijn dagboek: 'Het omringen van Minsk is niet doorslaggevend. Trouwens, ik ben er zeker van dat de vijand verwacht dat wij Minsk aanvallen, en zich daarop zal concentreren.'
Verschillen tussen de strategie van Bock en die van het opperbevel herhaalden zich meermalen. Bock vroeg nog een keer aan het Oberkommando des Heeres om meteen door te stomen naar Moskou en de legers over te laten aan de infanterie die oprukte achter de tankcolonnes. Maar Hitler besloot dat niet te doen en drong erop aan dat de Sovjetlegers eerst moesten worden vernietigd voordat de rest van het leger dieper kon doordringen in de Sovjet-Unie.
Hij gaf toch aarzelend het bevel om af te stappen van het plan en te helpen om de Sovjetlegers te vernietigen in de buurt van Minsk. Op 25 juni verplaatste Bock zijn hoofdkwartier van Posen naar Kobryn, een stad ongeveer vijftien kilometer ten noordoosten van Brest-Litovsk. Op 30 juni, ontmoetten het 4e Leger en 9e Leger elkaar nabij Slonim, en zorgden ervoor dat duizenden Russische soldaten werden omsingeld. Echter, vele Russische soldaten ontsnapten naar het oosten. Daarna gaf Bock snel het bevel om in plaats van het leger te omsingelen, het leger voor te bereiden voor een massale mars naar het oosten. Dit besluit veroorzaakte nogmaals een confrontatie tussen Bock en Brauchitsch.
Op 3 juli boekten Bocks troepen opnieuw vooruitgang naar het oosten. Deze dag omvatte de verste afstand die door Bock zijn troepen in een enkele dag was bereikt namelijk meer dan 100 mijl. Vier dagen later waren Guderians tanks de rivier de Dnjepr overgegaan, de laatste grote belemmering voor Smolensk. Echter Guderian werd al snel teruggeroepen door Günther von Kluge. Bock had dit bevel snel teruggedraaid en Guderian werd opnieuw toegestaan om de rivier te passeren. Bock protesteerde tegen Kluges acties tegenover het 'Oberkommando des Heeres', zonder enig resultaat. Op 11 juli verplaatste Bock zijn hoofdkwartier opnieuw nu naar Borisov, een Russische stad vlak bij de rivier de Berezina.

### De slag om Moskou
In september kreeg Bocks legergroep dan toch opdracht om Moskou aan te vallen. In een grootschalig offensief (Operatie Taifun) behaalde hij in de eerste helft van oktober een grote overwinning. Zeven Sovjetlegers werden omsingeld, wat leidde tot de gevangenneming van 675.000 militairen. Het front werd op een breedte van 500 km doorbroken en de tanks van de legergroep kwamen tot op 120 km van Moskou.
Vanaf 15 oktober begon de aanval op Moskou, maar zware herfstregens belemmerden de opmars. Ook de zware verliezen en de problemen met de bevoorraden zorgden voor belemmeringen. Vanaf 15 november waren zijn troepen de uitputting nabij. Bock meldde dat een verdere opmars twijfelachtig was en dat het gevaar voor een tegenoffensief groot was. Toch kreeg hij bevel voort te zetten.
Op 6 december begon het Rode Leger onder generaal Georgi Zjoekov het tegenoffensief waarvoor Bock gevreesd had. Zijn troepen waren totaal uitgeput en de temperatuur was tot ver onder het vriespunt gedaald. Het gevolg was dan ook een catastrofe.
Toen veldmaarschalk von Bock genoodzaakt zag zijn legers - of wat er van over was - terug te trekken, werd hij op 19 december door Hitler ontslagen. Officieel gebeurde dat om gezondheidsredenen. Bock had al voor de tegenaanval last van zijn maag.

### Latere loopbaan
Op 20 januari 1942, amper een maand na zijn ontslag, kreeg Bock opnieuw een commando, ditmaal over de Heeresgruppe Süd, als opvolger van de plots overleden generaal-veldmaarschalk Walter von Reichenau.
Op 28 juni begon hij met een Duits zomeroffensief in zuidoostelijke richting (Fall Blau). Na een overwinning bij Voronezj op 5 juli kwam het tot een meningsverschil tussen Bock en Hitler. Deze splitste de legergroep in twee, waarbij het ene deel Stalingrad aan de Wolga moest veroveren en de andere oprukken naar de Kaukasus. Bock was het daar niet mee eens. Op 13 juli werd hij van zijn commando ontheven.
De rest van de oorlog bleef Fedor von Bock in de Führerreserve zonder opdracht. Hij leefde teruggetrokken in Beieren. Zijn neef generaal-majoor Henning von Tresckow probeerde hem te winnen voor het complot tegen Hitler, maar Bock weigerde. Hij veroordeelde de mislukte aanslag van 20 juli 1944 op Hitler en distantieerde zich volledig van Tresckow, die zelfmoord gepleegd had.
Na de zelfmoord van Hitler op 30 april 1945 stelde Bock zich ter beschikking van de nieuwe regering van grootadmiraal Karl Dönitz.
Op 3 mei 1945 raakte Bock zwaargewond tijdens een Britse luchtaanval op zijn auto in het noorden van Duitsland. Hij stierf de volgende dag. Bij de aanval kwamen ook zijn tweede vrouw, zijn stiefdochter en zijn chauffeur om. Fedor von Bock is de enige Duitse generaal-veldmaarschalk in de Tweede Wereldoorlog die omkwam door een vijandelijke aanval.

## Militaire loopbaan
- Sekonde-Leutnant: 15 maart 1898[8][9][10]
- Oberleutnant: 10 september 1908[9][10]
- Hauptmann i.G.: 22 maart 1912[9][10]
- Major i.G.: 30 december 1916[9][10]
- Oberstleutnant i.G.: 18 december 1920[9] - oktober 1920[10]
- Oberst i.G.: 1 mei 1925[9][10]
- Generalmajor: 1 februari 1929[9][10]
- Generalleutnant: 1 februari 1931[9][10]
- General der Infanterie: 1 maart 1935[9][11][10]
- Generaloberst: 15 maart 1938[8][9][11][10]
- Generalfeldmarschall: 19 juli 1940[8][9][12][10]

## Decoraties
- Ridderkruis van het IJzeren Kruis op 30 september 1939 als Generaloberst en opperbevelhebber van Heeresgruppe Nord[13][9][12][10]
- IJzeren Kruis 1914, 1e Klasse[12] (30 oktober 1916)[9] en 2e Klasse[12] (18 september 1914)[9]
- Pour le Mérite op 1 april 1918 als Major en Ia in de Generale Staf van de Heeresgruppe Deutscher Kronprinz[9][12][10]
- Kroonorde (Pruisen), 4e Klasse[10] op 13 september 1911[9]
- Ridderkruis in de Huisorde van Hohenzollern met Zwaarden[10] op 25 oktober 1916[9]
- Herhalingsgesp bij IJzeren Kruis 1939, 1e Klasse[10][12] (22 september 1939) en 2e Klasse[10][12] (22 september 1939)[13][9]
- Kruis voor Militaire Verdienste (Oostenrijk-Hongarije), 3e Klasse met Oorlogsdecoratie[10] op 24 juni 1915[9]
- Orde van de IJzeren Kroon (Oostenrijk), 3e Klasse met Oorlogsdecoratie op 9 februari 1917[9]
- Militair Kruis van Verdienste (Mecklenburg-Schwerin), 2e Klasse op 3 augustus 1917[9]
- Hanseatenkruis van Hamburg (19 september 1917)[9] en Bremen[10] (30 januari 1918)[9]
- Ridderkruis, 1e Klasse in de Orde van de Leeuw van Zähringen met Zwaarden op 10 januari 1918[9]
- Ridderkruis in de Kroonorde (Württemberg) met Zwaarden op 25 januari 1918[9]
- Commandeur in de Militaire Orde van Verdienste (Bulgarije) op 2 augustus 1918[9]
- Onderscheiding voor Trouwe Dienst (Pruisen) in maart 1920[9]
- Silezische Adelaar, 1e en 2e Graad op 15 april 1921[9]
- Erekruis voor Frontstrijders in de Wereldoorlog[13] op 14 december 1934[9][10]
- Gewondeninsigne 1918 zwart[12]
- Dienstonderscheiding van Leger en Marine voor (25 dienstjaren)[10] op 2 november 1936[9]
  - Eikenloof (40 dienstjaren)[10] op 12 september 1939[13][9]
- Medaille ter Herinnering aan de 13e Maart 1938 op 21 november 1938[9]
- Medaille ter Herinnering aan de 1e Oktober 1938[13][9]
- Grootkruis in de Orde van de Kroon (Joegoslavië)[10] in 1 juni 1939[13][9]
- Grootkruis in de Orde van de Italiaanse Kroon[10] op 27 augustus 1940[13]
- Orde van Michaël de Dappere, 1e Klasse[10] (1 september 1942)[9] als Generalfeldmarschall en opperbevelhebber van Heeresgruppe Süd en 2e Klasse (29 juli 1942)[9] en 3e Klasse (29 juli 1942)[9][13]
- Grootkruis in de Orde van de Hongaarse Republiek[10] met Zwaarden op 27 november 1942[13][9]
- Medaille Winterschlacht im Osten 1941/42[10]
- Hij werd meerdere malen genoemd in het Wehrmachtsbericht. Dat gebeurde op:
- 7 augustus 1941[13][9][14]
- 19 september 1941[13][9][15]
- 18 oktober 1941[13][9][16]
- 19 oktober 1941[13][17]
- 30 mei 1942[13][9][18]

Werner von Blomberg · Hermann Göring · Walther von Brauchitsch · Albert Kesselring · Wilhelm Keitel · Günther von Kluge · Wilhelm Ritter von Leeb · Fedor von Bock · Wilhelm List · Erwin von Witzleben · Walter von Reichenau · Erhard Milch · Hugo Sperrle · Gerd von Rundstedt · Erwin Rommel · Georg von Küchler · Erich von Manstein · Friedrich Paulus · Ewald von Kleist · Maximilian von Weichs · Ernst Busch · Wolfram von Richthofen · Walter Model · Ferdinand Schörner · Robert von Greim · Eduard von Böhm-Ermolli (titulair)
- Bibsys: 90855444
- Bibliothèque nationale de France: cb12534305f (data)
- Gemeinsame Normdatei: 119294796
- International Standard Name Identifier: 0000 0000 5511 3417
- Library of Congress Control Number: n96068363
- Nationale Bibliotheek van Tsjechië: jn19990000869
- Nationale Bibliotheek van Israël: 987007281519305171
- Nederlandse Thesaurus van Auteursnamen: 341574317
- SNAC: w6j40zg1
- Système universitaire de documentation: 034604189
- Virtual International Authority File: 486149294343180522007